# Campsiura gloriosa
Campsiura gloriosa är en skalbaggsart som beskrevs av Otto Mohnike 1871. Campsiura gloriosa ingår i släktet Campsiura och familjen Cetoniidae. Inga underarter finns listade.